# Qūshehlar
Qūshehlar (persiska: قوشه لر) är en ort i Iran.   Den ligger i provinsen Östazarbaijan, i den nordvästra delen av landet, 400 km väster om huvudstaden Teheran. Qūshehlar ligger 1 921 meter över havet och antalet invånare är 251.
Terrängen runt Qūshehlar är platt åt sydost, men åt nordväst är den kuperad. Runt Qūshehlar är det ganska glesbefolkat, med 22 invånare per kvadratkilometer. Närmaste större samhälle är Bolūkābād, 18,5 km nordväst om Qūshehlar. Trakten runt Qūshehlar består i huvudsak av gräsmarker.